# Beatriz Vegh
Beatriz Vegh (Montevideo, 4 de marzo de 1937), escritora, traductora, docente e investigadora uruguaya.

## Biografía
Realizó estudios de doctora en literatura general y comparada por la Universidad de París III y fue docente e investigadora en el Instituto de Letras de la Facultad de Humanidades y Ciencias de la Educación de la Universidad de la República. Escritora en el semanario Brecha.
Es parte de la Academia Nacional de Letras de Uruguay como miembro de número el 19 de mayo de 2016 y como académica emérita el 14 de diciembre de 2022.
Fue jurado de ensayos literarios del Premio de Letras en 2019, y del Premio Ariel en 2020 de la Academia Nacional de Letras.

### Libros
- 2000, Faulkner desde el otro sur (ISBN 978-9974-54-019-4)
- 2005, William Henry Hudson y la tierra purpúrea. (como coordinadora)
- 2006, Coloquio Internacional Proust y Joyce en ámbitos rioplatenses. (como coordinadora)
- 2007, Proust y Joyce en ámbitos rioplatenses